# Burgstall Hochberg
Der Burgstall Hochberg ist eine abgegangene mittelalterliche Spornburg auf einem zum Teil steil abfallenden 725 m ü. NHN hohen Vorsprung des Talhangs östlich der Traun bei Hochberg, der heute Teil von Traunstein im Landkreis Traunstein in Bayern ist. Die Anlage wird als Bodendenkmal unter der Aktennummer D-1-8141-0077 im Bayernatlas als „Burgstall des hohen Mittelalters“ geführt. 
Von der ehemaligen dreieckigen Burganlage (Abschnittsbefestigung) sind nur noch Wall- und Grabenreste erhalten. 